# Дела есть дела (фильм, 1915)
«Дела есть дела» (англ. Business is business) (в российском прокате под названием «Раба наживы») — немой чёрно-белый фильм 1915 года по одноимённой (фр. Les affaires sont les affaires) комедии Октава Мирбо, известной в России под названием «Власть денег, или рабы наживы». Фильм вышел на экраны 13.IX.1915.

## Критика
Что же касается всего хода действия, то здесь ни режиссёру, ни артистам не удалось ещё уловить того медленного темпа, который так обычен для русской художественной кинопьесы. Актеры ещё по-американски слишком суетливы; их игра ещё во многом исходит от внешнего, больше от предметов и фактов, чем от переживаний и ощущений.— «Проектор», 1916, № 9, стр. 15